# Classic Rock (Zeitschrift)
Classic Rock ist ein englischsprachiges Musikmagazin, das sich auf Rockmusik spezialisiert hat. Das Heft gibt es seit 1998, Sitz der Redaktion ist London. Pro Jahr werden 13 Ausgaben erstellt.
Verleger von Classic Rock in Großbritannien ist TeamRock Limited. Die durchschnittliche monatliche Verkaufszahl der englischsprachigen Ausgabe lag 2014 bei 53.935 Exemplaren.
Seit April 2010 gibt es eine deutsche Ausgabe, die seit März 2012 in der piranha media GmbH erscheint (Herausgeber: Alexander Lacher) und zehn Mal pro Jahr in Deutschland, Österreich und der Schweiz auf den Markt kommt.
Die Autoren Jerry Ewing und Dave Ling sowie Grafiker Andy Ryan entwickelten 1998 das erste Konzept für Classic Rock, an dem bis heute festgehalten wird. Aktuell arbeiten sie beim „Schwesterblatt“ Metal Hammer, das ebenfalls bei TeamRock Limited erscheint.

## Ableger
Neben den regulären Ausgaben gibt es noch zwei englischsprachige Ableger von Classic Rock, nämlich Classic Rock presents Prog und Classic Rock presents AOR. Die Prog-Edition ist 2008 etabliert worden, zunächst im Drei-Monats-Turnus, seit 2010 jedoch im Sechs-Wochen-Rhythmus. Die AOR-Variante erschien erstmals im November 2010, ab Frühjahr 2011 kommt sie ebenfalls alle sechs Wochen auf den Markt.

## Inhalte
In jedem Heft erwarten den Leser Interviews, Reportagen und Rezensionen aus der Welt des Rock sowie eine Gratis-CD mit den neuesten Songs von Newcomern und Megastars.
Zudem bietet Classic Rock auf ihrer Website ein ausführliches Online-Portal mit News von AC/DC bis ZZ Top.